# Niels Petersen
Niels Knudsen Petersen (ur. 12 lipca 1885 w Kopenhadze, zm. 29 sierpnia 1961 w Søllerød) – duński gimnastyk, medalista olimpijski.
W 1906 roku uczestniczył w zawodach gimnastycznych rozgrywanych podczas Olimpiady Letniej w Atenach. W wieloboju drużynowym wraz z ekipą duńską zajął drugie miejsce, zdobywając 18 punktów. Duńczycy ulegli jedynie ekipie norweskiej.
W 1908 roku uczestniczył w rywalizacji na IV Letnich Igrzyskach Olimpijskich w Londynie. Wystartował tam w jednej konkurencji gimnastycznej. W wieloboju drużynowym w systemie szwedzkim, Duńczycy zdobyli 378 punktów i zajęli czwarte miejsce.
Cztery lata później uczestniczył w rywalizacji na V Letnich Igrzyskach olimpijskich rozgrywanych w Sztokholmie. Startował tam w dwóch konkurencjach gimnastycznych. W wieloboju indywidualnym, z wynikiem 97,25 punktu, zajął 34. miejsce na 44 startujących zawodników, ex aequo z innym duńskim zawodnikiem Carlem Pedersenem. W wieloboju drużynowym w systemie wolnym zajął z drużyną trzecie miejsce, przegrywając jedynie z drużyną norweską i fińską.